# Rhoiacarpos capensis
Rhoiacarpos capensis là một loài thực vật có hoa trong họ Santalaceae. Loài này được (Harv.) A. DC. miêu tả khoa học đầu tiên năm 1857.